# Sebenef
Sebenef   () fou el segon faraó de la dinastia XIII. El seu nom Horus fou Hr mH-ib tA.wj, el seu nebti nb.tj iT sxm=f (les dues senyores), el seu nom fou Sekhemkare ("l'ànima de Ra és poderosa") i el seu nom complet Amenemhat Senebef (o Sonbef); a la llista de reis apareix com Semenkhare. Va succeir a Sobekhotep I, i el va succeir Nerikare. Se suposa que era fill d'Amenemhet IV. Alguns experts pensen que podria ser el mateix faraó Amenemhet V. S'ha trobat una estela intacta d'aquest faraó.